# Марк Р. Хюз
Марк Рейнолдс Хюз (на английски: Mark R. Hughes) е американски бизнесмен, който е основател, председател и главен изпълнителен директор на компания „Хербалайф“.

## Биография
Марк Хюз е роден на 1 януари 1956 г. в окръг Лос Анджелис, Калифорния, в семейството на Джак Рейнолдс и Джо Ан Хюз. Родителите му се развеждат през 1970 г., когато Марк е на 14 години, а майка му запазва попечителството над Марк. В този момент семейството оцелява на социални помощи, а майка му страда от „емоционални проблеми“. Тя се бори със затлъстяването и напрежението чрез амфетамини и хапчета за сън. В девети клас Хюз изпада от училище, като той самия започва да използва наркотици. „Бях малък престъпник“, казва той. „Имах проблеми със закона.“  На 16 годишна възраст е изпратен в CEDU – Изправително частно училище за бедни младежи в Рънинг Спрингс, Калифорния. Като част от рехаб програмата на училището, от Хюз се изисквало да събере пари, като продава билети за томболата. За много кратко той станал най-добрият продавач в училището. „Одобрението се основаваше на това колко средства сте събрали“, каза Хюс през 1985 г.
Хюз е на 19 години и все още работи за CEDU, когато майка му е намерена в починала от свръхдоза на 27 април 1975 г.
През 1976 г. 20-годишният Хюс започва да продава диетични продукти за „Сейфорт Лабораториес“, по модел на многостепенен маркетинг, превръщайки се в един от 100-те най-добри работници. След като Сейфорт се срива през 1979 г., Хюз продава уреди за тренировка и продукти за контрол на теглото за компания, наречена „Златна младеж“(Golden Youth). По време на работата си там Хюз среща Катрин Уайтинг, първата му жена. Уитдинг, бивша „Мис Санта Моника“, тогава е на 21 години, студентка по медицина. Когато „Златна Младеж“ също излиза от бизнеса, Хюз решава да направи опит да създаде собствена компания.

## Кариера
През февруари 1980 г. на 24-годишна възраст Хюс основава в Лос Анджелис – „Хербалайф“ (Herbalife International). Оттогава той е един от най-големите дистрибутори на билкови продукти в света чрез многостепенен маркетинг, с продажби от около 3,5 милиарда долара през 2007 г. и 2,1 милиона независими дистрибутори. Сега в 95 страни и постигане на рекордни продажби на дребно от 7,5 млрд. долара през 2013 г. според изявленията на компанията.
През март 1985 г. генералният прокурор на Калифорния и „Държавния департамент по здравни услуги“ обвиняват Хюз и Herbalife за „неверни или подвеждащи“ претенции за продукти – предимно свързани със съдържанието на кофеин в някои продукти на Herbalife, и опериране на „безкрайна верижна маркетингова схема.“ Подтиквана от жалби, в които се твърди, че потребителите на продукта Herbalife са страдали от заболяване и смърт, подкомисията на Сената на САЩ изисква предварително изслушване, преди делото през май. Позовавайки се на група от експерти по хранене, които критикуват Хербалайф в свидетелски показания предишния ден, той попитал сенаторите: „Ако са такива експерти в отслабването, защо са толкова дебели?“. По време на изслушването Хюз признава, че неговото официално образование спира в 9-и клас. Попитан по време на изслушването, как може да бъде квалифициран да оспорва водещи медицински експерти, Хюз отговаря: „Не се поддавам на никого, за да постигна резултати, каквито има и тази компания.“. Хюс постигна споразумение с регулаторните агенции през 1986 г. За да разреши проблемите си с държавата, Хюз се съгласява да плати 850 000 долара. По онова време калифорнийският главен прокурор Джон Ван Де Камп е цитиран в The Wall Street Journal, като казва, че това е най-голямото уреждане, постигнато някога от компания за здравни продукти.

## Личен живот
През декември 1991 г. Хюз и третата му съпруга, Сузан Хюз, имат син, Александър Рейнолдс „Алекс“ Хюс.
През 1994 г. Марк и Сюзан Хюз започват благотворителната организация Herbalife Family, посветена на подпомагането на децата. Семейната фондация на Хербалайф и нейната сестра организация, Международната фондация за семейство Хербалайф, са дарили над 5 милиона долара на децата по света. Създадена през 1994 г. от основателя на Herbalife Марк Хюз, Herbalife Family Foundation (HFF) създава партньорства с благотворителни организации, за да помогне за задоволяването на хранителните нужди на децата в риск. В същото време, HFF трябва да осигури средства за организации, подпомагащи жертвите на природни бедствия. HFF е глобална организация с нестопанска цел, работеща в общности по целия свят. През 2007 г. Семейната фондация на Хербалайф създаде Хуманитарна награда на HFF, за да признае независимите дистрибутори на Herbalife, които илюстрират мисията на фондацията и чрез изключителната си ангажираност и отдаденост допринесоха значително за промяната на живота в обществото.

## Смърт
В нощта на събота, 20 май 2000 г., Хюз празнува 87-ия рожден ден на баба си по майчина линия, Хейзъл (известна като Мими). Малко частно събиране с няколко членове на семейството в имението му в Малибу. През това време той се лекува от Пневмония, лечението включва кортикостероиди, което прави заспиването трудно. Лекарят му предписал лекарството доксепин, трицикличен антидепресант, за безсънието. На 21 май 2000 г. властите в Малибу заявяват, че Марк Хюз е починал от случайно предозиране след смесване на алкохол с „токсично ниво“ на антидепресанти. Скот Кариър, от офиса на коронер на окръг Лос Анджелис, каза, че окончателните резултати от аутопсията показват, че Хюс, на 44 г., е погълнал токсична комбинация от алкохол и доксепин, антидепресант, който е взел, за да му помогне да заспи. Нивото на кръвния му алкохол се измерва на 0,21, повече от два и половина пъти от законовата граница за шофиране.
Тогавашният 9-годишен син на Хюс, Александър „Алекс“ Хюз, е обявен за единствен бенефициент на имота на баща си, който се оценява на 400 милиона долара. Завещанието на Хюс гласяло, че докато Алекс навърши 35 години, по-голямата част от неговото наследство ще бъде управлявано от бащата на Хюс, Джак Рейнолдс, адвоката му Конрад Клайн и изпълнителният директор на Хербалайф – Кристофър Пара.
През 2006 г. Върховният съд в Лос Анджелис постановява да се премахне Рейнолдс от надзора на попечителството на 35 милиона долара, след като установява, че той е нарушил множество закони за наследството, като е отстъпил контрол на Клайн и сменил личните активи на Алекс с партньорски сметки. Рейнолдс бил спрян, но останал един от трите попечители до 2013 г., когато съдия в отделен съдебен процес разпоредил отстраняването на всичките трима за нарушаване на условията на Тръста.